# Relationer mellan Irak och Sverige
Relationer mellan Irak och Sverige refererar till de bilaterala relationerna mellan Irak och Sverige. Irak har en ambassad i Stockholm, medan den svenska Irak-ambassaden senare kom att arbeta i Amman, Jordanien, dock arbetade Sveriges utrikesdepartement på att skapa en svensk ambassad i Bagdad mot slutet av 2009.
Sverige är en av de största givarna till skyddsstyrkorna för FN-personal i Irak, som skapades 2004.
Sverige har i många år haft handelsförbindelser med Irak. Under 1980-talet var flera stora svenska företag närvarande i Irak. Många svenska företag har bra kunskap om den irakiska marknaden.

## Irakiska flyktingar
Sedan 2003 har 36 700 irakier ansökt om asyl i Sverige. Toppåret 2007 ansökte 18 600 personer. Omkring 50 % av alla irakiska asylansökningar i Europa under 2006 och 2007 gjordes i Sverige. Sedan 2003 har omkring 38 000 irakier garanterats uppehållstillstånd i Sverige; över 20 000 av dessa garanterades uppehållstillstånd efter asylansökning, över 15 000 av familjeskäl och över 1 000 för vidarebosättning.